# تشارلز س. ويليامسون
تشارلز س. ويليامسون (بالإنجليزية: Charles C. Williamson)‏ هو أمين مكتبة أمريكي، ولد في 26 يناير 1877 في ساليم في الولايات المتحدة، وتوفي في 11 يناير 1965 في Wethersfield, Connecticut ‏ في الولايات المتحدة.